# Феміда
Фемі́да, також Теміда, Теміс (грец. Θέμις) — у давньогрецькій міфології — дочка Урана й Геї, друга законна дружина Зевса, від якого народила ор і мойр, богиня права й законного порядку. В давньоримській міфології Феміді відповідає богиня Юстиція. Після античності стала символом абстрактної справедливості.
У переносному значенні Феміда — закон, правосуддя. «Жерці Феміди» — слуги закону, судді, юристи (останній вислів часто вживається з іронічним забарвленням).

## Образ і функції

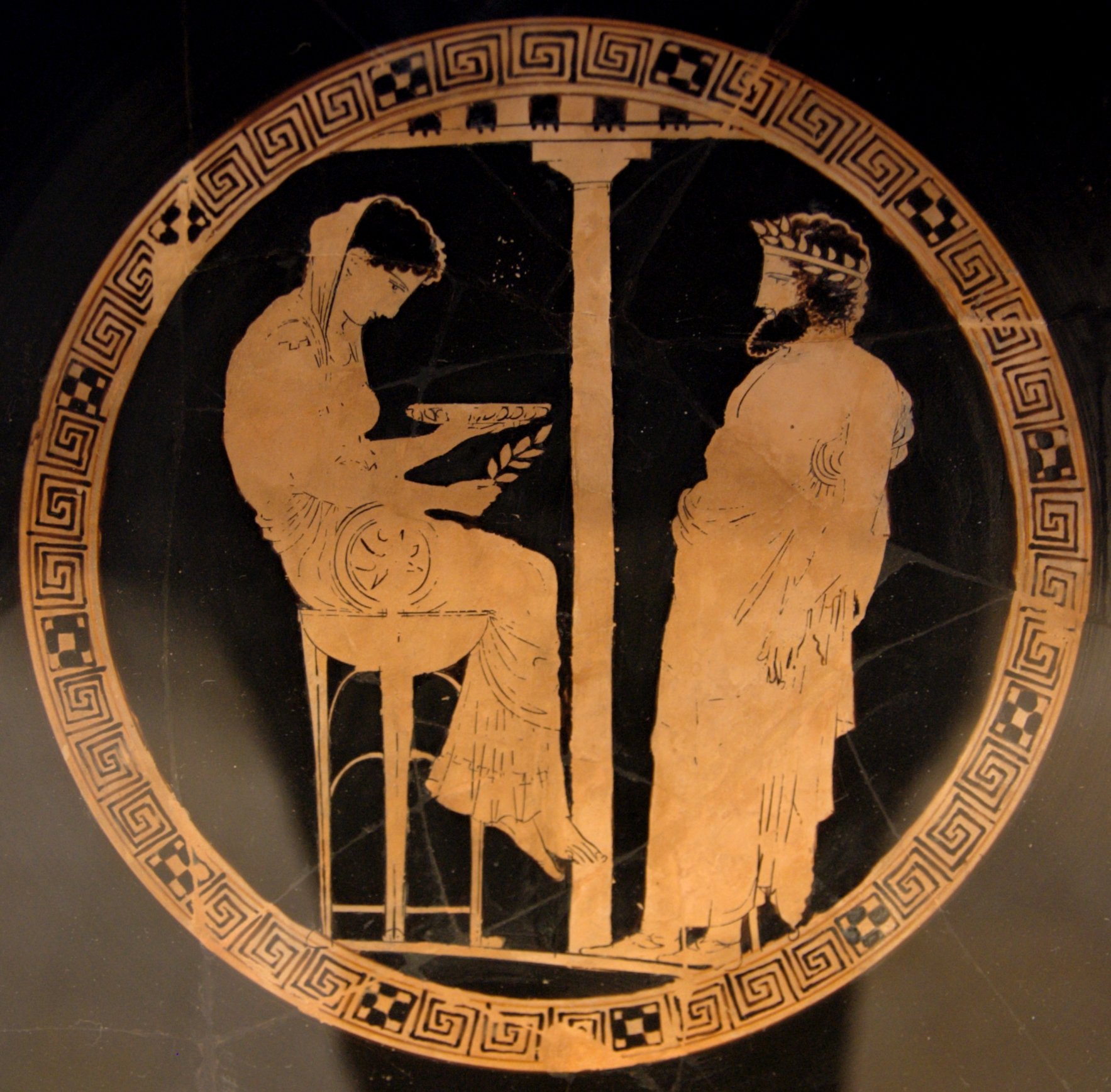
Дельфійський оракул та Егей

Феміда була порадницею Зевса і наглядала за тим, щоб ні люди, ні боги не порушували законів. А саме вона поставала богинею божественного, первинного й неписаного закону. Вважається, що вона проголошувала цей закон людям через великий оракул у Дельфах, яким вона керувала разом із Аполлоном. Вона сиділа поруч біля Зевса й давала йому поради та доповідала хто порушує закон. Їй допомагала дочка, богиня справедливості Діке. В її обов'язки входило крім того розподіляти жертви та розпоряджатися бенкетами богів.
В епоху Відродження Феміду стали зображати з пов'язкою на очах як символом неупередженості, терезами як символом справедливості, зброєю та різними вимірювальними інструментами. Іноді тримає меч і ланцюг, що вказує на силу та невідворотність справедливого покарання для порушників закону.

## Ім'я
«Феміда» в перекладі з грецької означає «божественний закон», який непідвласний людям, буквально «той, що непохитний».
Для стародавніх греків вона була спочатку впорядкувальницею «общинної справи людей, особливо зборів». Найраніша письмова згадка цього імені присутня в Гомера в VIII ст. до н. е.
Гімн до Аполлона згадує Феміду як Іхнею — «відстежувачку».

## Родині зв'язки
Феміда, згідно з Гесіодом, — одна з 12 дітей Геї (Землі) і Урана (Неба), титаніда. Друга дружина свого племінника Зевса, з яким вони породили Евмонію (закон), Діке (справедливість), Ейрене (мир) відомих як ори, та богинь долі мойр — Клото, Атропос та Лахесіс. Проте за Есхілом вона тотожна Геї.
У п'єсі «Прометей закутий», яка традиційно приписується Есхілу, Феміда є матір'ю Прометея. В той час як згідно п'єси Еврипіда, Феміда — мати Гесперид.

## У міфах
У міфах Феміда постає богинею, що ніколи не гнівається. Але якщо нею нехтують, замість Феміди правосуддя вчиняє гнівна Немезида.
Феміда вигодовувала малого Зевса разом зі своєю козою Амальтеєю, і Аполлона нектаром і амбросією.
Вона застерегла Посейдона, що його син від нереїди Фетіди перевершить його за силою. Тому Посейдон відмовився від залицянь до Фетіди й дозволив їй одружитися зі смертним Пелеєм. Вона також напророкувала Атланту, що нащадок Зевса викраде його золоті яблука. Тому Атлант спорудив навколо своїх яблунь стіну. Але яблука все одно потім викрав син Зевса, Геракл. Також відкрила Прометею таємницю, що одруження Зевса з Фетідою призведе до народження сина, який скине Зевса. Від матері Геї вона отримала Дельфійський оракул, де пророкувала, який передала своїй сестрі Фебі, та віддала його своєму онукові Аполлону. Першою навчила людей пророкування, жертвоприношення і божественних обрядів. Винайшла героїчний гексаметр.
Коли Девкаліон і Пірра пережили всесвітній потоп і лишилися єдиними людьми, Феміда порадила їм «кидати кістки праматері через голову». Девкаліон і Пірра зрозуміли, що мається на увазі каміння — кістки Матері-Землі. З каменів, кинутих Девкаліоном, виникли чоловіки, а з кинутих Піррою — жінки.
Феміда допомогла Зевсу розв'язати Троянську війну, сказавши пророцтво, що спонукало Фетіду вийти заміж за царя Пелея замість Зевса чи Посейдона. Згідно з втраченим епосом «Кіпрії», вона із Зевсом спланувала війну, щоб зменшити чисельність людства.

## Культ Феміди
Нерідко Феміда ототожнювалася з богинею землі Геєю, або обом богиням приписувалися ідентичні функції. Жертовники Феміди ставили в місцях, де відбувалися народні зібрання, щоб вона своєю присутністю вносила в наради дух добра й справедливості. Її називали рятівницею і покровителькою пригноблених, бо вона нарівні з Зевсом стежила, щоб не кривдили людей бідних і тих, які потребують допомоги. У багатьох грецьких містах їй будували храми, часто поблизу храмів Геї або Деметри. Відомий храм Феміди стояв у Афінах біля Акрополя. В Арголіді святилище Феміди розташовувалося біля святилища Афродіти. Інші відомі місця розташування її святилищ: Еліда, Беотія, Фокіда, Фессалія, Теспротія, Епір. У Рамні їй поклонялися разом із Немезидою, богинею помсти.

## Після античності

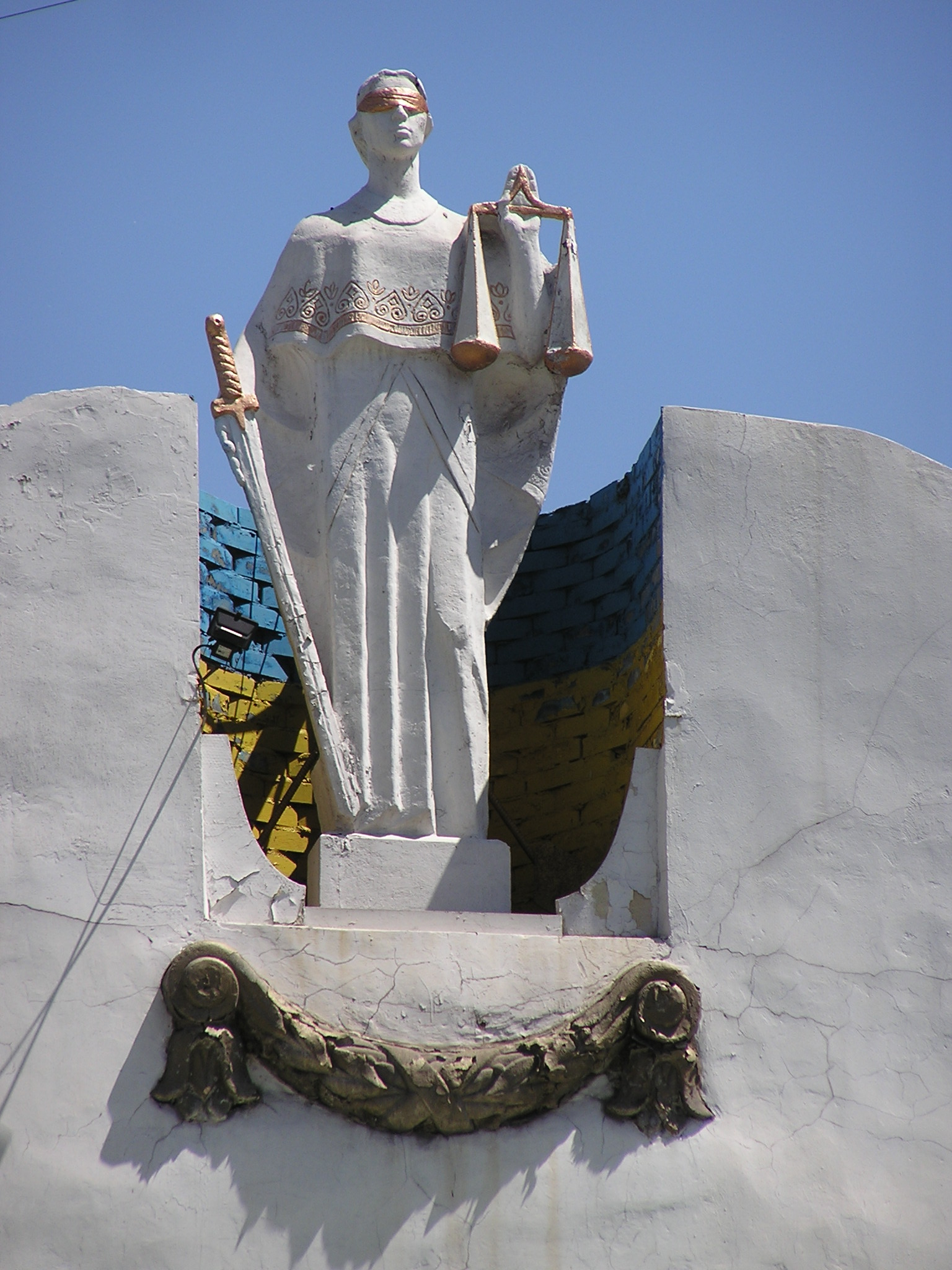
Статуя Феміди в Донецьку

За Відродження Феміда стала слугувати символом справедливості й неупередженості. Вона також поставала символом Страшного суду, зображаючись поряд з янголами. Її терези були запозичені до атрибутів архангела Михаїла. З XVII ст. митці стали замінювати терези Феміди фасціями, що з давньоримських часів символізували авторитет. Інші атрибути Феміди — це глобус як символ влади та різні вимірювальні інструменти як символи справедливості.
Цей образ асоціюється з законом, чесністю та порядністю, тому часто використовується юристами, суддями, нотаріусами та іншими людьми, які пов'язані зі сферою юрисдикції.

## Трактування образу
На думку Роберта Грейвса, Феміда була богинею пеласгів і елліни запозичили її до власного пантеону, коли захопили Грецію. Феміда разом з Еврімедонтом первісно керувала планетою Юпітер. Грейвс припускав, що саме Феміда в ранніх міфах наслала на людей потоп, що дозволяє проводити паралель між грецьким і вавилонським міфами про цю подію.
Емма Стаффорд, американська дослідниця історії Греції, пише, що Феміда — це соціальний аспект Геї, що набув самостійного образу та культу.